# Ніч перед світанком
«Ніч перед світанком» — радянський чотирисерійний телефільм 1969 року, знятий режисером Анатолієм Слісаренком на студії «Укртелефільм».

## Сюжет
Під час Другої світової війни нацисти часто використовували окуповані країни для розвідувальної та підривної діяльності, створюючи на їхній території різні шпигунські та диверсійні організації. Радянські розвідники виявляють та розкривають діяльність німецьких спецслужб із виготовлення фальшивих грошей для підриву економіки Європи. Їхня небезпечна робота проводиться серед мирного населення, яке важко переносить тяготи ненависного нацистського режиму, співпрацюючи з радянською розвідкою, що робила співачка з кабаре Карла (Вія Артмане).

## У ролях
- Всеволод Сафонов — Федір Крайниченко
- Володимир Кенігсон — головна роль
- Євген Кузнецов — Юрген фон Діц (Бернгард Крюгер)
- Вія Артмане — Карла
- В'ячеслав Гостинський — епізод
- Борис Болдиревський — епізод
- Борис Бібіков — епізод
- Микола Яковченко — німець Ганс
- Інгріда Андріня — епізод
- В'ячеслав Воронін — Гуго фон Глейвіц
- Микола Крюков — полковник
- Улдіс Пуцитіс — Хорст Торнау
- Гурген Тонунц — епізод
- Лідія Чащина — Дезі
- Віктор Чекмарьов — суддя
- Анатолій Худолєєв — Сергій
- Леонід Слісаренко — Шмультке

## Знімальна група
- Режисер — Анатолій Слісаренко